# Wohnhaus Langenstraße 12

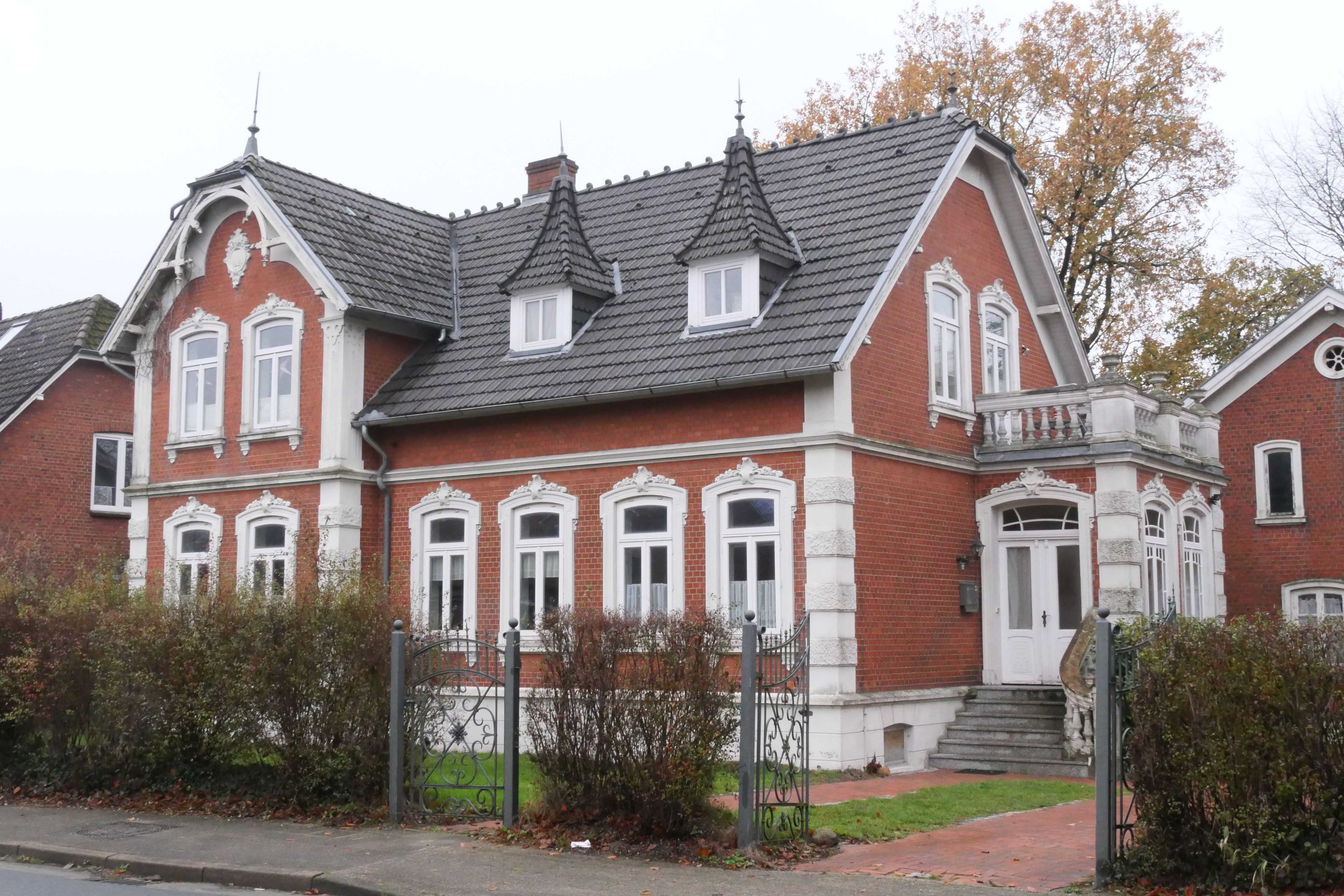
Südost- und Nordostfassade (2022)

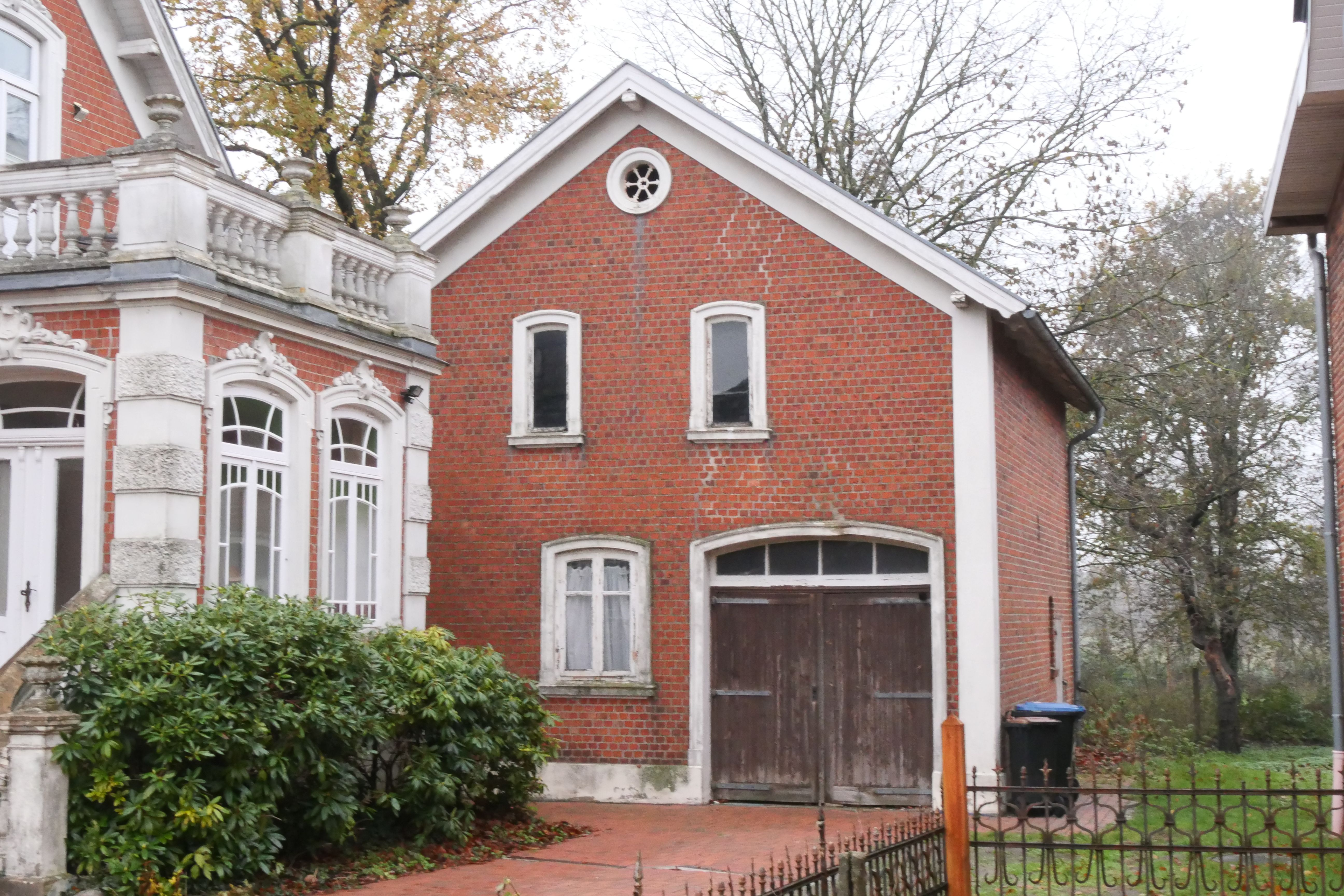
Remise, Südost- und Nordostfassade (2022)

Das Wohnhaus Langenstraße 12 in der niedersächsischen Samtgemeinde Land Hadeln, Gemeinde Cadenberge, im Landkreis Cuxhaven, stammt von Anfang des 20. Jahrhunderts. Aktuell (2024) wird es als Wohnhaus genutzt.
Das Gebäude steht unter Denkmalschutz (siehe auch Liste der Baudenkmale in Cadenberge).

## Beschreibung
Die ersten Wohnhäuser im nördlichen Bereich der Langenstraße entstanden Anfang des 20. Jahrhunderts. Das Wohnhaus Langenstraße 12, ein eingeschossiges traufständiges verklinkertes historisierendes Gebäude, mit pfannengedecktem Krüppelwalmdach auf einem Drempel und mit gerahmten Fenstern, wurde um 1900 gebaut. Straßenseitig ist linksseitig ein zweigeschossiger Giebelrisalit mit Krüppelwalm und Freigespärre. Ein Eingangsvorbau mit Balkon ist an der nordöstlichen Seite. Die Fassaden sind im Wechsel aus Klinkern und Putzelementen (Fensterrahmungen, Sockel, Gesims, Eckfassungen) gegliedert. Die Gauben haben hohe Spitzdächer.
Die linke zweigeschossige giebelständige verklinkerte Remise von um 1900 mit Satteldach und seitlicher Einfahrt ist auch denkmalgeschützt.
Das Landesdenkmalamt befand u. a.: „… Nummer 12 in typischen späthistoristischen Formen und in qualitätvoller Ausbildung …“